# 埃及第八王朝
埃及第八王朝是埃及历史上的一个王朝，文献记载很少。

## 简介
从埃及第六王朝开始，埃及陷入了内战和分裂中，埃及的习惯是不记录灾难，所以记载很少。而且原藏于亚历山大图书馆的马涅托写的《埃及史》相关部分毁于恺撒的战火中。埃及第八王朝是个软弱的王朝，所以埃及本地缺乏记录。
从第七王朝起，埃及到处可见小国林立，几乎一个诺姆（州）就成了一个小国家，各自为政。而每个诺马尔赫都以为自己是不再受制于人的独立王国的国王，是自己独立城市的统治者。他们往往把地方神的名字放在自己的称号之中。为了扩大自己统治的地盘，他们彼此争战不已，使局势更为混乱。
第八王朝建都于孟菲斯。它与第七王朝之间具体存在着什么样的沿袭关系也不清楚，有关这方面的考古尚未有进展，所以具体情况不详。以下的名字包括了第七和第八王朝的一些法老的名字，是否正确很值得商榷，现在权且罗列如下，只能作为一个参考：

## 法老
| 名字                    | 注 |
| ----------------------- | --- |
| 内杰尔卡雷·西普塔       | 有时被列为埃及第六王朝的最后一位国王。可能与尼托克里斯相同。                                                                          |
| 门卡雷                  | 可能由尼特女王墓中的浮雕证明。 |
| 内弗卡雷二世            | |
| 内弗卡里·内比           | 计划或开始建造金字塔""内弗卡里·内比永久不衰""，可能位于萨卡拉。                                                                       |
| 杰德卡雷·舍迈           | |
| 内弗卡雷·肯杜           | |
| 梅伦霍尔                | |
| 内费尔卡明              | |
| 尼卡雷                  | 可能由一个圆柱体印章证明。 |
| 内弗卡雷·特雷鲁         | |
| 内费尔卡霍尔            | 由圆柱体印章证明。 |
| 内弗卡雷·佩皮塞尼       | 都灵王表至少给出了一年的时间。 |
| 内弗卡明·阿努           | |
| 卡卡雷伊比              | 都灵法典王表给出的规则是两年、一个月、一天。 由萨卡拉的卡卡雷伊比金字塔证明。                                                         |
| 内弗考雷                | 都灵法典王表规定了4年零2个月的时间。由 科普托斯法令 关于敏的神殿证明.                                                                 |
| 喀威威赫普·内费尔考霍尔 | 都灵王表规定了2年1个月零1天的规则 关于敏神庙的科普托斯法令证明了这一点。 以及宰相舍梅的坟墓中的铭文。                                 |
| 内费里卡雷              | 都灵王表给出了1年半的统治时间。 也许与荷鲁斯-德米吉布塔维和瓦德凯尔中的一个或两个相同。如果是这样的话，他有一份关于明神庙的法令为证。 |

埃及学家赫拉赫特·帕帕兹认为，这样的重建对马内托的描述给予了过多的重视，根据马内托的描述，第七王朝基本上是虚构的，是混乱的隐喻。相反，帕帕兹提出，上述最早的国王是佩皮二世的直接继承人，应归于第六王朝，而在他们之后的国王则属于短命的第七王朝。那么第八王朝就只能从证据确凿的卡卡雷伊比开始。
| Name                    |
| ----------------------- |
| 卡卡雷伊                |
| 内弗考雷                |
| 喀威威赫普·内费尔考霍尔 |
| 姓名丢失                |
| 内费里卡雷              |

此外，以下统治者的身份和年代位置及统治范围也非常不确定: 瓦杰卡雷, 奎克尔, 奎 与 伊杰努